# Chlamydera lauterbachi
Chlamydera lauterbachi là một loài chim trong họ Ptilonorhynchidae.